# Bryum meesioides
Bryum meesioides là một loài rêu trong họ Bryaceae. Loài này được Kindb. mô tả khoa học đầu tiên năm 1889.